# Tensas
 (avril 2014).
Si vous disposez d'ouvrages ou d'articles de référence ou si vous connaissez des sites web de qualité traitant du thème abordé ici, merci de compléter l'article en donnant les références utiles à sa vérifiabilité et en les liant à la section « Notes et références ».
La Tensas est un cours d'eau qui coule dans le nord de la Louisiane.

## Géographie
Elle prend sa source dans la paroisse de Carroll Est. Elle s'écoule dans une direction Nord-Sud sur une longueur de 400 kilomètres. Elle doit son nom à la tribu amérindienne des Taensas qui vivait à cet endroit le long du Mississippi.
La Tensas reçoit les eaux du Bayou Macon. Elle s'oriente vers le sud-ouest avant de se jeter dans la rivière Ouachita en aval de la confluence de celle-ci avec la rivière Boeuf.
La rivière traverse la paroisse de Madison, la paroisse de Tensas et la paroisse de Franklin ainsi que le Tensas River National Wildlife Refuge.